# Aktivitetsgarantin
Aktivitetsgarantin var ett arbetsmarknadspolitiskt program som infördes i Sverige den 1 augusti 2000, i samband med en stor förändring av programmens organisation. Det ersattes 1 juli 2007 av Jobb- och utvecklingsgarantin.
Enligt förordningen "avses individuellt anpassade arbetsmarknadspolitiska aktiviteter för den som är eller riskerar att bli långtidsinskriven som arbetssökande vid den offentliga arbetsförmedlingen". Aktivitetsgarantin startar senast 27 månader efter att en person blivit arbetslös.
Den skapades i samband med att en "bortre parentes" i arbetslöshetsersättningen infördes, för att sätta mer press på de arbetslösa att söka arbete.
Tidigare program, till exempel praktik och arbetsmarknadsutbildningar, berättigade den arbetslöse till en ny period (vanligtvis 300 arbetsdagar) med arbetslöshetsersättning. Så är inte fallet med aktivitetsgarantin.  Till den högre ersättningsnivån kan man bara kvalificera sig genom ett riktigt arbete. Om inga riktiga arbetstillfällen erbjuds erhåller personen istället ersättning med ett belopp som motsvarar den lägsta arbetslöshetsersättningen resten av livet eller fram till pensionen.